# The Singles (Lady Gaga-album)
A The Singles Lady Gaga amerikai énekesnő-dalszerző limitált példányszámban megjelent 9 CD-ből álló box set válogatásalbuma. Az összes fizikálisan megjelent kislemezét tartalmazza a Just Dance-től az Alejandro-ig, illetve The Cherrytree Sessions című középlemezét, kiegészítve a korábban önállóan promóciós kislemezként megjelent Christmas Tree című számmal.

## Számlista
1. lemez
1. Just Dance (közreműködik Colby O’Donis) – 4:04
2. Just Dance (Trevor Simpson Remix) (közreműködik Colby O'Donis) – 7:20

2. lemez
1. Poker Face – 3:58
2. Poker Face (LLG vs Guéna LG Radio Remix) – 4:09

3. lemez
1. Eh, Eh (Nothing Else I Can Say) - 2:55
2. Poker Face (Space Cowboy Remix) – 4:53

4. lemez
1. LoveGame – 3:36
2. LoveGame (Robots to Mars Remix) – 3:12

5. lemez
1. Paparazzi – 3:28
2. Paparazzi (Chew Fu GhettoHouse Radio Fix) – 3:48

6. lemez
1. Bad Romance (Radio Edit) – 4:22
2. Bad Romance (Bimbo Jones Radio Remix) – 4:00

7. lemez
1. Telephone (közreműködik Beyoncé) – 3:40
2. Telephone (Alphabeat Remix) (közreműködik Beyoncé) – 4:48

8. lemez
1. Alejandro (Radio Edit) – 4:00
2. Alejandro (Dave Audé Radio Remix) – 3:50

9. lemez
1. Poker Face (zongorán előadott verzió - élő) - 3:38
2. Just Dance (leegyszerűsített verzió - élő) - 2:04
3. Eh, Eh (Nothing Else I Can Say) (elektronikus zongora és szájdob verzió) - 3:08
4. Christmas Tree (közreműködik Space Cowboy) - 2:22

## Albumlistás helyezések
| Albumlista (2010-2011) | Legjobb helyezés |
| ---------------------- | ---------------- |
| Japán albumlista       | 166              |

## Megjelenések
| Regió              | Dátum              | Formátum  |
| ------------------ | ------------------ | --------- |
| Egyesült Államok   | 2010. december 7.  | Box szett |
| Japán              | 2010. december 8.  | Box szett |
| Németország        | 2010. december 14. | Box szett |
| Franciaország      | 2010. december 14. | Box szett |
| Egyesült Királyság | 2010. december 14. | Box szett |

## Fordítás
- Ez a szócikk részben vagy egészben  a   The Singles (Lady Gaga album) című angol Wikipédia-szócikk fordításán alapul.  Az eredeti cikk szerkesztőit annak laptörténete sorolja fel. Ez a jelzés csupán a megfogalmazás eredetét és a szerzői jogokat jelzi, nem szolgál a cikkben szereplő információk forrásmegjelöléseként.

## Külső hivatkozások
- Lady Gaga - The Singles Amazon.co.jp